# Ogmograptis
Ogmograptis is een geslacht van vlinders van de familie grasmineermotten (Elachistidae).

## Soorten
- O. notosema (Meyrick, 1922)
- O. scribula Meyrick, 1935